# Zibido San Giacomo
Zibido San Giacomo település Olaszországban, Lombardia régióban, Milánó megyében. Lakosainak száma 6750 fő (2023. január 1.). Zibido San Giacomo Assago, Basiglio, Binasco, Buccinasco, Gaggiano, Lacchiarella, Noviglio, Rozzano és Trezzano sul Naviglio községekkel határos.

## Népesség
A település lakossága az elmúlt években az alábbi módon változott:
| Lakosok száma | 6777 | 6856 | 6872 | 6750 |
|               | 2013 | 2017 | 2018 | 2023 |